# Minigun
La Minigun es una ametralladora multicañón con una elevada cadencia de fuego (miles de balas por minuto), que emplea el sistema Gatling de cañones rotativos accionado por un motor eléctrico alimentado desde una fuente de energía externa.
En la cultura popular, el término "Minigun" se refiere a cualquier ametralladora Gatling accionada externamente, aunque también se aplica a armas con la misma configuración y cadencia de fuego sin importar el calibre o el modo de accionamiento.
Específicamente, la Minigun es un arma originalmente producida por General Electric. El "Mini" de su nombre servía para distinguirla de otros modelos con el mismo mecanismo de disparo, pero que utilizaban cartuchos de 20 mm o mayores, como el cañón rotativo M61 Vulcan.

## Historia

### 1890: Ametralladora Gatling accionada por un motor eléctrico
El antepasado de la moderna Minigun fue creado en 1860.
Richard Jordan Gatling reemplazó el mecanismo manual de una de sus ametralladoras por un motor eléctrico, un invento relativamente nuevo en aquel entonces. Incluso después de que Gatling redujera la velocidad del mecanismo, la nueva ametralladora Gatling accionada eléctricamente tenía una cadencia teórica de 3.000 balas por minuto, apenas tres veces la cadencia de fuego de una ametralladora moderna de un solo cañón.
El diseño accionado eléctricamente de Gatling recibió la Patente Estadounidense n.º 502.185 el 25 de julio de 1893. A pesar de las mejoras de Gatling, su ametralladora cayó en desuso tras la aparición de ametralladoras accionadas por retroceso y/o gases del disparo, más ligeras y baratas.

### 1960: La guerra de Vietnam

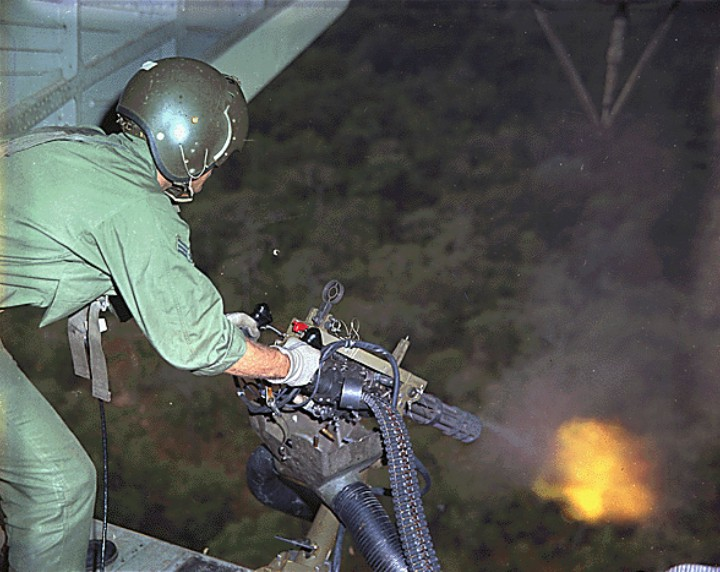
Un artillero de la Fuerza Aérea de los Estados Unidos disparando una Minigun en la guerra de Vietnam, 1968.

Durante la década de 1960, los militares estadounidenses empezaron a buscar variantes modernas de armas multicañón tipo Gatling accionadas eléctricamente para emplearlas en la guerra de Vietnam.
Como las fuerzas armadas estadounidenses utilizaban en Vietnam helicópteros como el principal medio de transporte para llevar soldados y pertrechos a través de la densa selva, descubrieron que su falta de blindaje los hacía muy vulnerables a los ataques con armas ligeras y lanzacohetes RPG-7 cuando reducían la velocidad para aterrizar. Aunque los helicópteros iban armados con ametralladoras de un solo cañón, el empleo de éstas para repeler atacantes escondidos en la densa selva muchas veces causaba el sobrecalentamiento del cañón o el bloqueo del arma.
Para desarrollar un arma más confiable y con una mayor cadencia de fuego, los diseñadores de la General Electric redujeron la escala del cañón rotativo M61 Vulcan de 20 mm y lo recalibraron para disparar cartuchos 7,62 x 51 OTAN. El arma resultante, denominada XM134 y conocida popularmente como Minigun, podía disparar más de 4.000 balas por minuto sin sobrecalentarse (originalmente, el arma tenía una cadencia de 6.000 balas por minuto, pero fue reducida posteriormente a 4.000). La Minigun iba montada en contenedores laterales a bordo de los helicópteros OH-6 Cayuse y OH-58 Kiowa, en la torreta y soportes alares de los helicópteros de ataque Cobra, en la puerta, sobre un pilar y en contenedores a bordo de los helicópteros de transporte UH-1 "Huey" y en varios otros aviones y helicópteros , pues son capaces de matar a cualquier objetivo
Varios aviones de gran tamaño fueron armados con la Minigun, especialmente para apoyo aéreo cercano, tales como los famosos aviones artilleros Douglas AC-47 "Spooky" (Douglas C-47 Skytrain convertidos), Fairchild AC-119 "Shadow" y "Stinger" (C-119 Flying Boxcar convertidos) y el Lockheed AC-130 "Spectre" (aviones de carga C-130 Hercules convertidos), el H-53 (MH-53 Pave Low) y la conocida serie de helicópteros Sikorsky H-60 (UH-60 Black Hawk/HH-60 Pave Hawk).Agustín

### Guerra contra el Narcotráfico en México (2006-Actualidad)
Esta arma ha sido utilizada por las autoridades mexicanas en la Guerra contra el narcotráfico para abatir a los criminales.
Tal como sucedió en la Operación Barcina, llevada a cabo en Tepic, Nayarit. En la cual marinos utilizaron desde un helicóptero esta arma para despejar la zona y abatir al líder del Cartel de los Beltrán Leyva.

## Diseño y variantes

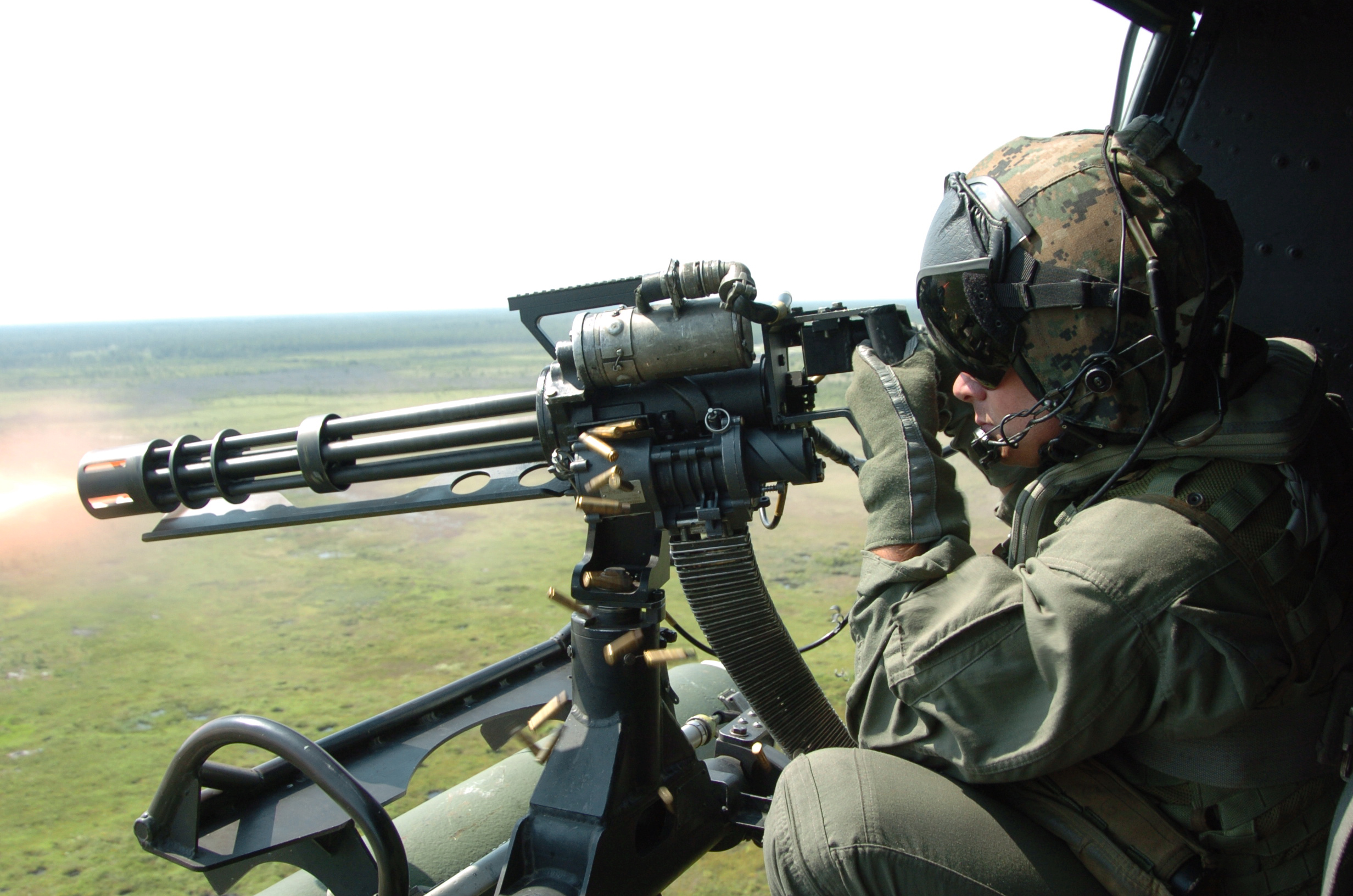
GAU-17 en un helicóptero UH-1N del Cuerpo de Marines de los Estados Unidos.

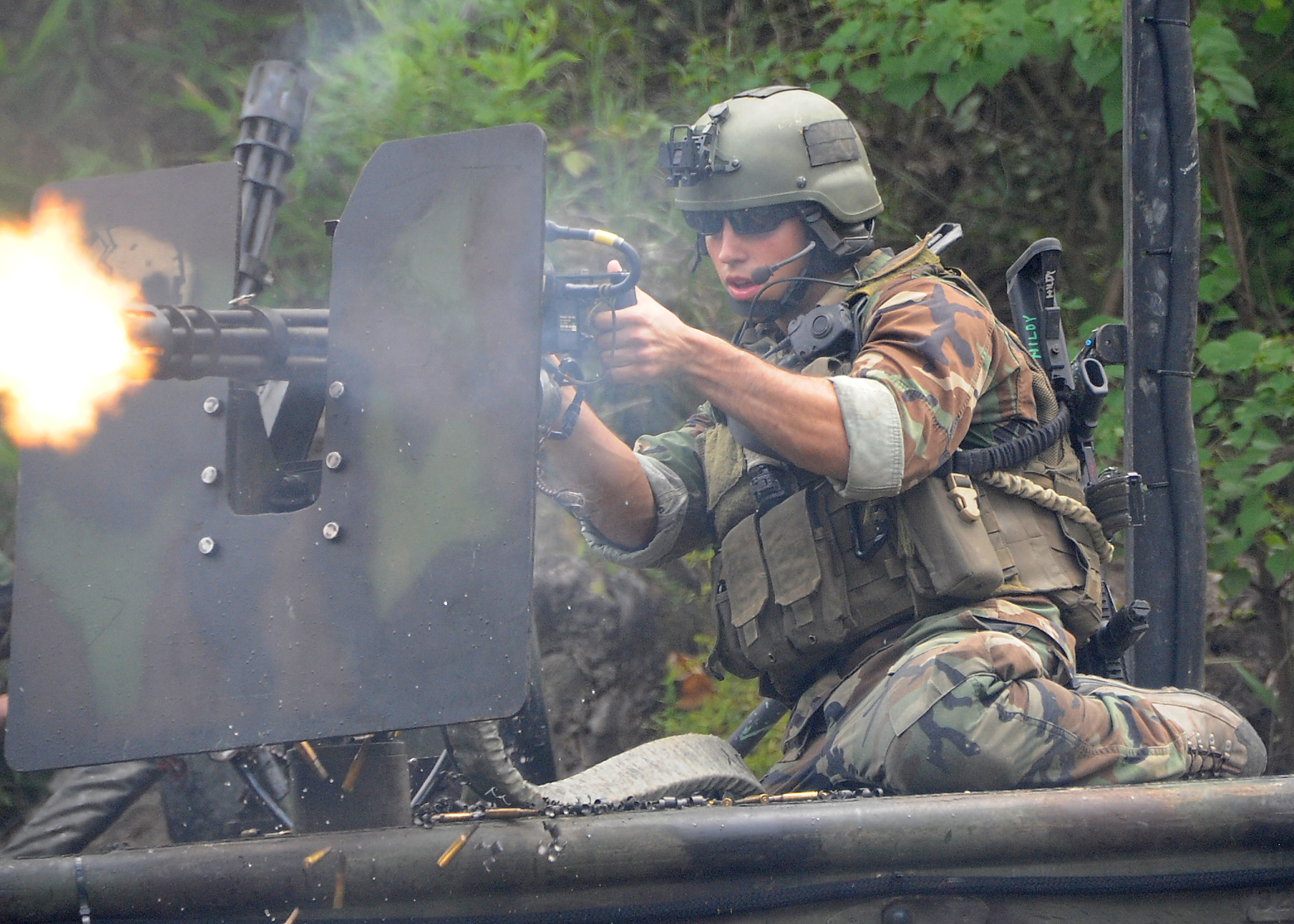
Minigun de la Armada de los Estados Unidos.

El arma básica es una ametralladora rotativa de 6 cañones, refrigerada por aire y accionada eléctricamente. El motor eléctrico hace girar dentro del arma la recámara de los cañones y el sistema de disparo. El diseño multicañón de la Minigun ayuda a evitar el sobrecalentamiento, pero también sirve para otras funciones.
Los cañones múltiples tienen una mayor capacidad para soportar una alta cadencia de disparo, ya que el proceso de disparo/extracción/recarga tiene lugar simultáneamente en todos los cañones. Mientras un cañón dispara, otros dos se encuentran en diferentes etapas de extracción del casquillo y otros tres son recargados. La Minigun está compuesta por varios cañones de fusil que disparan a cerrojo cerrado, situados en un cajón de mecanismos circular. Los cañones son girados mediante una fuente de energía externa, usualmente eléctrica, neumática o hidráulica. Otras armas con la misma configuración son impulsadas por la presión de los gases de los disparos o el retroceso de las balas disparadas. Una variante accionada por los gases de los disparos, denominada XM133, también fue desarrollada pero no entró en producción.
Aunque el arma es alimentada con cintas de cartuchos, necesita un mecanismo alimentador que desintegre la cinta mientras los cartuchos son introducidos en las recámaras. El mecanismo original era denominado MAU-56/A, pero ha sido reemplazado por el mejorado MAU-201/A.
La Minigun de la General Electric se encuentra en servicio en todas las fuerzas armadas estadounidenses, bajo varios nombres. La versión básica fija del arma fue denominada M134 por el Ejército estadounidense, mientras que la misma arma fue llamada GAU-2/A por la Fuerza Aérea estadounidense. El arma de la Fuerza Aérea tiene tres subvariantes, en tanto que el arma del Ejército parece que ha sido mejorada aunque sin cambios en su denominación. Las fuentes disponibles muestran una relación tanto entre la M134 y la GAU-2/A, como la M134 y la GAU-2B/A.
Una variante aparte, denominada XM196, con un engranaje de eyección extra fue desarrollada específicamente para el Subsistema de Armamento XM53 del helicóptero AH-56 Cheyenne.
Otra variante fue desarrollada por la Fuerza Aérea estadounidense especialmente para montajes flexibles, entonces sobre todo para el helicóptero UH-1N, denominada GAU-17/A. Los principales usuarios de la GAU-17/A fueron la Armada estadounidense y los Marines, que la emplean como armamento defensivo en varios helicópteros y embarcaciones de superficie. El arma es parte tanto del sistema de armas A/A49E-11 del helicóptero UH-1N como del subsistema de armas A/A49E-13 del helicóptero HH-60H. Las armas de estos sistemas presentan una cadencia de fuego variable, entre 2.000 y 4.000 balas por minuto. Se habla de una posible denominación GAUSE-17 (GAU-Shipboard Equipement-17), cuando el sistema es montado en embarcaciones de superfiecie, aunque esto no sigue el sistema oficial para denominaciones ASETDS.
Otros fabricantes estadounidenses también producen la Minigun con diversas mejoras propias, tales como Dillon Aerospace (la "M134D") y Garwood Industries (la "M134G").
| Denominación Ejército de los Estados Unidos | Denominación Fuerza Aérea de los Estados Unidos | Denominación Armada de los Estados Unidos | Descripción |
| ------------------------------------------- | ----------------------------------------------- | ----------------------------------------- | --- |
| XM134/M134                                  | GAU-2/A                                         | N/D                                       | Ametralladora de seis cañones GE “Minigun” 7,62 x 51 OTAN. |
| N/D                                         | GAU-2A/A                                        | N/D                                       | Variante GAU-2/A; diferencias desconocidas. |
| M134                                        | GAU-2B/A                                        | Mk 25 Mod 0                               | Variante GAU-2A/A; diferencias desconocidas. |
| N/D                                         | GAU-17/A                                        | N/D                                       | Variante GAU-2B/A; mejorada para uso en montajes flexibles, emplea un mecanismo alimentador-desintegrador MAU-201/A o MAU-56/A.                                                          |
| XM196                                       | N/D                                             | N/D                                       | Variante M134/GAU-2B/A; cajón de mecanismos modificado por la adición de un engranaje de eyección extra; empleado en el subsistema de armas XM53 a bordo del helicóptero AH-56 Cheyenne. |

### Contenedores y otros montajes aéreos
Uno de los primeros empleos del arma fue en contenedores de armamento para aeronaves. Estos contenedores fueron usados para una amplia variedad de aviones y helicópteros durante la guerra de Vietnam, quedando en el inventario de la Fuerza Aérea por cierto tiempo tras el conflicto. El contenedor estándar, denominado SUU-11/A por la Fuerza Aérea y M18 por el Ejército, era una unidad relativamente simple, dotada con un tambor de 1.500 cartuchos sueltos conectado directamente a la ametralladora. Esto significaba que la Minigun instalada en el contenedor no necesitaba el mecanismo alimentador-desintegrador MAU-56/A. Existe un buen número de variantes de este contenedor.
Inicialmente, el armamento lateral de aviones artilleros como el AC-47 y el AC-119 eran contenedores SUU-11/A, muchas veces con sus cubiertas aerodinámicas frontales retiradas y montados sobre un soporte fabricado en la misma base aérea. Estos contenedores no habían sido modificados, no necesitaban energía externa y estaban conectados a los disparadores del avión. La necesidad de estos contenedores para otras misiones condujo al desarrollo y empleo de un "módulo Minigun" construido especialmente para el uso a bordo de aviones artilleros, denominado MXU-470/A. Las primeras unidades llegaron en enero de 1967, figurando entre sus características un tambor de 2.000 cartuchos y un alimentador eléctrico que simplificaba la recarga en vuelo. Estas unidades eran poco fiables y fueron retiradas casi inmediatamente.  Pero a fines del año, los problemas habían sido resueltos y las unidades volvieron a ser instaladas en los AC-47, AC-119, AC-130, e incluso fueron propuestas para instalarse a bordo de aviones ligeros, como el O-2 Skymaster. También se probó la instalación de dos MXU-470/A en el AU-23A Peacemaker, aunque la Real Fuerza Aérea Tailandesa (que más tarde recibió estos aviones) optó por usar una configuración que empleaba el cañón rotativo M197 de 20 mm.
| Denominación Ejército de los Estados Unidos | Denominación Fuerza Aérea de los Estados Unidos | Descripción |
| ------------------------------------------- | ----------------------------------------------- | --- |
| XM18                                        | SUU-11/A                                        | Contenedor equipado con la ametralladora GAU-2/A/M134 calibre 7,62 x 51 OTAN y cadencia de fuego fijada en 4.000 balas por minuto.             |
| XM18E1/M18                                  | SUU-11A/A                                       | Variante SUU-11/A/XM18; diversas mejoras, incluyendo energía auxiliar adicional y cadencia de fuego variable (2.000 o 4.000 balas por minuto). |
| M18E1/A1                                    | SUU-11B/A                                       | Variante SUU-11A/A/M18; cadencia de fuego variable modificada (3.000 o 6000 balas por minuto).                                                 |
| N/A                                         | MXU-470/A                                       | Módulo Emerson Electric para montar una Minigun GAU-2B/A; empleado a bordo de los aviones AC-47, AC-119G/K y AC-130A/E/H.                      |

Diversos modelos de la Minigun también fueron empleados en varios subsistemas de armas para helicópteros, siendo creados la mayoría de estos en los Estados Unidos. Los primeros sistemas usaban el arma para abrir fuego frontalmente en diversos modelos de helicópteros, siendo los ejemplos más resaltantes el subsistema de armas M21 para el UH-1 Iroquois y el M27 para el OH-6 Cayuse. Asimismo fue el principal armamento de la torreta de varios modelos del AH-1 Cobra. El arma fue empleada igualmente sobre un pedestal en la puerta de una gran variedad de helicópteros de transporte, un rol en el cual aún sirve actualmente.

### Aplicaciones terrestres

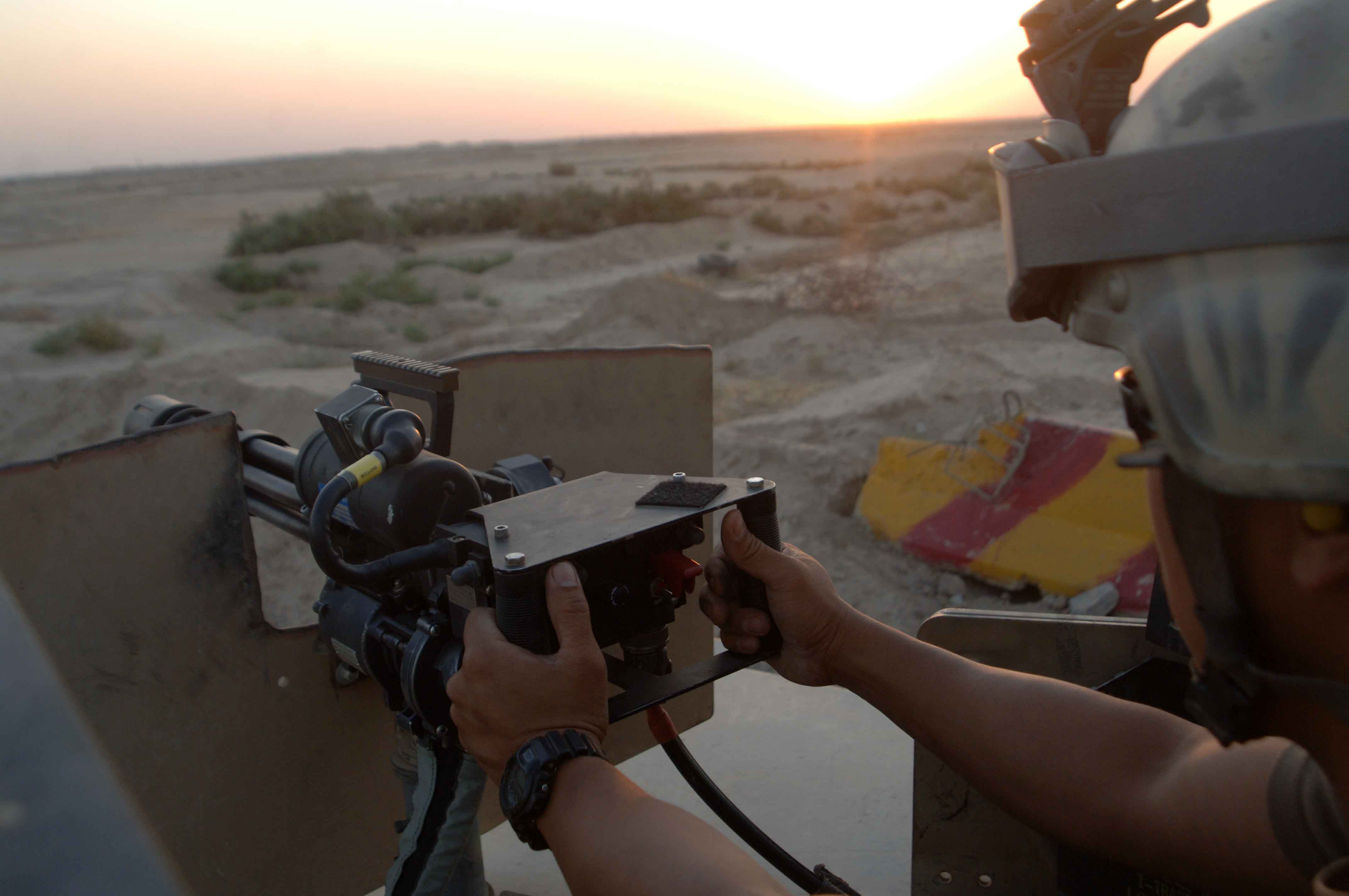
Un soldado de las Fuerzas Especiales del Ejército de los Estados Unidos en entrenamiento con una MK-44 Mini Gun durante la Operación Libertad Iraquí.

Aunque la Minigun es principalmente asociada con aviones y helicópteros, también se la puede montar en vehículos. Desde su creación, los militares estadounidense han buscado formas de usar el arma en vehículos y como ametralladora pesada, creando armas como la XM214 (calibre 5,56 x 45 OTAN). Un folleto de inicios de la década de 1960 que promocionaba la tanqueta Cadillac Gage V-100 (o XM706 como fue denominada por el Ejército estadounidense), habla sobre "Poder de fuego para el Ejército de hoy" mostrando al vehículo armado con la "XM-134/GAU-2B/A Minigun". La cadencia de fuego es promocionada como variable de "500 a 6.000 balas por minuto".
En países como México, Colombia, Chile, Argentina y en menor medida ciertos países de Centroamérica, tanto las fuerzas policiales como los ejércitos y cuerpos de infantería de marina se usan las Minigun, como especie de arma móvil ligera y ofensiva económica que se monta normalmente en una Pickup adaptada como carro artillero ligero con una elevada cadencia de respuesta y ofensiva ante ataques relámpago del enemigo,por lo general se usan camionetas de base civil como la Chevrolet Silverado, la Ford F-150, la RAM, la Toyota Hilux, entre otras; mismas que por su capacidad de manejo a alta velocidad resultan prácticas para el terreno de ofensa y defensa en situaciones de enfrentamientos y guerrillas urbanas. Esto, tan solo adaptando las Minigun como si fuesen cañones artillados a una torre donde el operador puede ir parado y en ocasiones se equipa con escudo y torreta giratoria permitiendo la rápida movilidad del arma siendo igual de versátil como un artillero autopropulsado, la capacidad de fuego puede ser diversa pero normalmente se debe equilibrar con el peso del vehículo para evitar algún contratiempo. 
| Denominación Armada de los Estados Unidos | Descripción |
| ----------------------------------------- | --- |
| Mk 77 Mod 0                               | Montaje de ametralladora para la serie de ametralladoras GAU-2/Mk 25 Mod 0/GAU-17; empleado en la cubierta de navíos |

## La Minigun en la cultura popular
La Minigun tiene un lugar casi icónico en la cultura popular. Principalmente debido a su aparición como arma personal en las películas Depredador (1987) y Terminator 2: Día del Juicio (1991), la Minigun ha sido mencionada en múltiples géneros cubriendo casi toda la gama de medios de comunicación, desde libros y películas, anime e historietas hasta videojuegos.
La notoriedad de la Minigun en películas como Matrix (1999) en donde la misma se encuentra montada sobre un helicóptero Bell 212, promovió su posición icónica, al igual que la fascinación por el arma entre los fanáticos de dicha película. Pero en realidad es poco práctico emplear la Minigun como arma personal y ninguna Fuerza Armada lo hace realmente por varias razones (retroceso, peso, etc.), aunque se ha descrito esta capacidad en una amplia variedad de medios de comunicación.
y es un arma que aparece en casi todos los juegos de la saga GTA
El arma también es notable en el videojuego Fortnite, conocida como una arma "OG" sabiendo que apareció en los primeras temporadas del primer capítulo. Una de sus variantes mas conocidas es la "Minigun Rapero", la cual se conseguia al eliminar al NPC de Eminem, del capítulo REMIX. La variante causaba mas daño que una minigun normal.

## Usuarios
- Alemania[17]
- Argentina
- Austria[18]
- Brasil
- Canadá
- Chile
- Colombia
- Corea del Sur
- España
- Estados Unidos[19]
- Filipinas
- Finlandia[20]
- Francia[21]
- Georgia[22][23]
- Irak
- Israel
- Italia
- Japón
- Marruecos
- México
- Noruega
- Países Bajos
- Perú[24]
- Polinesia Francesa[25]
- Polonia[26]
- Reino Unido
- Sierra Leona
- Vietnam del Sur
- Tailandia
- Turquía